# Língua marwari
A Língua Marwari' (Mārwāṛī;मारवाड़ी), também chamada Marvari, Marwadi, Marvadi) é falada no estado indiano do Rajastão. Também há falantes nos vizinhos estados de Guzerate e Haryana e também no leste do Paquistão. Com cerca de 13,2 milhões de falantes (1997), é a língua com mais falantes do grupo Marwari das "línguas Rajasthani language". 98,5% dos falantes estão no Rajastão. São cera de 25 os dialetos já identificados da língua.
A língua é normalmente escrita em Devanagari, como ocorre com o Hindi, o Sânscrito e o Nepali. Não tem status de língua oficial como língua para educação e funções governamentais, porém, tem havido esforços para que o governo nacional da Índia lhe dê reconhecimento oficial. No Rajastão a língua oficial é o Rajastani.
No Paquistão, são duas as variantes do Marwari. Essas podem ser ou não (depende de cada linguista) serem consideradas como a mesma língua que o Marwari da Índia.
A língua Marwari foi utilizada no cinema indiano, no filme "Paheli", misturada com o Hindi de modo a ser bem entendida pela grande platéia, por falantes do Hindi. A língua é também bastante falada em Jodhpur. Há hoje esforços para identificar e classificar objetivamente a língua e seus dialetos e variantes.

## História
Diz-se que Marwari e Guzerate evoluiram da Gujjar Bhakha ou Maru-Gurjar, língua dos Gurjars. A gramática formal do Rajashani foi escrita pelo monge jainista e estudioso Hemachandra Suri.

## Classificação
Em termos de fonética, Marwari se assemelha ao Hariani, ao Gujari, ao Punjabe, Hindi. Línguas mais relacionadas ao Marwari dentro do grupo Rajastani são Gujari, Shekhawati, Hadoti, Dhundhari, Mewari, Brij, Bagri, Wagdi, Mewati.

## Geografia

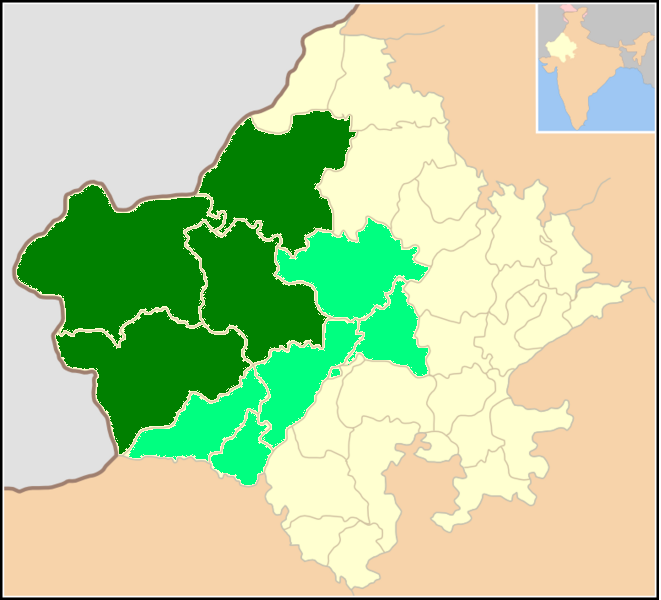
Verde escuro indica áreas do idioma Marwari no Rajastão; Verde claro indica areas de outros dialetos cujos falantes identificam sua língua como Marwari.

Marwari é falada principalmente no estado indiano do Rajastão. Seus falantes se dispersaram pela Índia e por outras nações vizinhas, mas suas presenças mais notáveis foram em Guzerate e o leste do Paquistão, também Bhopal. Com cerca de 13,2 milhões de falantes (1997, 13 milhões na Índia e 200 mil no Paquistão), é mais falada Rajasthani–Marwari, centre as Rajastanis, dialetos ocidentais do Hindi.

## Fonologia
Cerca de 50% a 65% do léxico é simétrico ao Hindi (com base na comparação de 210 palavras, conf. a Lista de Swadesh).  Marwari tem muitos cognatos  com o Hindi. Algumas correspondências fonéticas com o são /s/ em Hindi com /h/ em Marwari.  Por exemplo /sona/ 'ouro' (Hindi) e /hono/ também  'ouro' (Marwari).  O /h/ por vezes não é pronuniciado.  Há ainda diversas variações nas vogais. A maioria dos pronomes e os termos ionterrogativos, porém, diferem daqueles do Hindi.

## Gramática
A estrutura da gramática da língua Marwari é bem similar à do Hindi. Suas frases são principalmente S.O.V, a maioria dos pronomes e interrogativos difere também  daqueles do Hindi. Asa características de Inclusividade (linguística) do Marwari se assemelha á da língua harauti.

## Escrita
Marwari é escrita geralmente em Devanagari, embora a escrita mahajani seja tradicionalmente relacionada á língua e que se trata de um abugida, seja também usada. No Paquistão usa a escrita perso-árabe com devidas modificações. No uso da escrita Devanagari são usados alguns caracteres adicionais mais apropriados à língua.<f>Pandey, Anshuman. 2010. Proposal to Encode the Marwari Letter DDA for Devanagari</ref>